# Ceremonia de clausura de los Juegos Paralímpicos de París 2024
La ceremonia de clausura de los Juegos Paralímpicos de París 2024 se llevó a cabo el domingo 8 de septiembre de 2024 en el Estadio de Francia, París.
La ceremonia constó de:
- Ceremonia de entrega de medallas
- Alineación inaugural
- Discursos e himnos
- Agradecimientos a los voluntarios
- Espectáculo artístico
- Presentación de Los Ángeles 2028
- Gran final

El compositor francés Jean-Michel Jarre, abrió las festividades. En total actuarón otros veintitrés DJ, entre ellos Étienne de Crécy, Cassius, DJ Falcon y Alan Braxe.
Como parte del protocolo, la ceremonia presentó un espectáculo cultural y elementos protocolares, como los discursos de clausura (realizados por Andrew Parsons, presidente del Comité Paralímpico Internacional, y Tony Estanguet, presidente del Comité Organizador), la entrega de la bandera paralímpica de la alcaldesa de París, Anne Hidalgo, a la alcaldesa de Los Ángeles, Karen Bass, y el apagado de la llama paralímpica.

## Ceremonia
La ceremonia de clausura tendrá lugar en el Stade de France y, como es tradición, incluirá un desfile de banderas y paraatletas.

## Personalidades
- Francia:
  - Emmanuel Macron, presidente de la República
  - Anne Hidalgo, alcaldesa de París
  - Tony Estanguet, presidente del Comité Organizador de los juegos
- Andrew Parsons, presidente del Comité Paralímpico Internacional

## Himnos
- Himno Nacional de Francia
- Himno Paralímpico
- Himno Nacional de los Estados Unidos - Ali Stroker[4]